# Hoàng thảo loa kèn
Hoàng thảo litui hay hoàng thảo loa kèn (danh pháp hai phần: Dendrobium lituiflorum) là một loài lan trong chi Lan hoàng thảo.
Cây phân bố từ Nam Á đến Đông Nam Á. Tại Việt Nam, cây có mặt ở miền Bắc và ở tỉnh Kon Tum.

## Thamkhảo
- Dữ liệu liên quan tới Hoàng thảo loa kèn tại Wikispecies